# Fred Louis Lerch
Pour les articles homonymes, voir Lerch.
Fred Louis Lerch, de son vrai nom Alois Lerch (né le 28 mars 1902 à Ernsdorf, mort le 26 août 1985 à Munich) est un acteur autrichien.

## Biographie
Fred Louis Lerch commence sa carrière à 20 ans comme acteur de cinéma dans de petits rôles dans des films autrichiens. Il s'installe en Allemagne en 1927. L'année suivante, il est acteur principal de deux films de Richard Eichberg, Rutschbahn et Großstadtschmetterling. Après deux rôles mineurs dans des films parlants, la carrière d'acteur de Lerch prend fin en 1931.
Il réapparaît vingt ans plus tard. Il est directeur de production pour des sociétés de production allemandes, principalement des Heimatfilme.
Il fut l'époux de l'actrice Grete Reinwald.

## Filmographie

### Acteur

#### Cinéma
- 1922 : Die Menschen nennen es Liebe...
- 1922 : Die drei Zigarren
- 1923 : L'Image de Jacques Feyder : Maler
- 1923 : Opfer des Hasses : Lejas Bräutigam
- 1924 : Die Tochter der Frau von Larsac
- 1925 : Ein Walzer von Strauß : Dr Poldi Mahler
- 1926 : Carmen : José Lizarrabengoa
- 1926 : Der Jüngling aus der Konfektion
- 1927 : Chanson triste
- 1927 : Das Fürstenkind : Bill Harrys
- 1927 : Die Familie ohne Moral : Toni
- 1927 : Eheskandal im Hause Fromont jun. und Risler sen. : Franz Risler
- 1927 : Ich habe im Mai von der Liebe geträumt : Fritz
- 1927 : La dame aux orchidées : Fritz Lobheimer, Student
- 1927 : Lèvres closes (Förseglade läppar) de Gustaf Molander : Frank Wood
- 1928 : Die kleine Sklavin : Robert Hartmann
- 1928 : Freiwild : Paul Rönning
- 1928 : Heut tanzt Mariett : Robert van Dammen
- 1928 : La Clef d'argent : Dr Leon Monnier
- 1928 : Mary Lou : Felix Rimsky
- 1928 : Voleurs de jeunesse : Lutz
- 1928 : Whirl of Youth : Boris Berischeff
- 1929 : Großstadtschmetterling : Fedja Kusmin
- 1929 : Le Cercle rouge : Jack Birdmore
- 1929 : Schwarzwaldmädel : Paul Lubin
- 1929 : Spiel um den Mann : Dr Paul Reidl
- 1930 : The Waltz King : Josef Strauß
- 1931 : Student Life in Merry Springtime : Fred Droysen
- 1931 : Um eine Nasenlänge : Paul Renz, Sechstagerennfahrer
- 1932 : Die vom 17er Haus

### Directeur de production

#### Cinéma
- 1951 : Grenzstation 58
- 1954 : Dein Mund verspricht mir Liebe
- 1954 : L'Ange silencieux (Der schweigende Engel)
- 1954 : Hochzeitsglocken
- 1954 : Victoria et son hussard
- 1955 : Der Major und die Stiere
- 1955 : Gestatten, mein Name ist Cox
- 1956 : Dany, bitte schreiben Sie (de)
- 1956 : Der Meineidbauer
- 1956 : Wo der Wildbach rauscht
- 1957 : Kleiner Mann - ganz groß
- 1961 : Drei weiße Birken

#### Télévision
Téléfilms
- 1963 : Sessel am Kamin